# Royal Ordnance L7
Il Royal Ordnance L7, ufficialmente designato Gun, 105 mm, Tank, L7, è il modello basilare del più riuscito cannone da carro armato britannico. Il pezzo, in calibro 105/52 mm rigato, è stato progettato dalla Royal Ordnance Factories per l'uso sui mezzi corazzati in sostituzione del precedente Ordnance QF 20 lb da 84 mm, montato sul carro Centurion. Il riuscito L7 è stato installato su molti mezzi corazzati, incluso il britannico Centurion a partire dalla versione Mark 5/2, tedesco Leopard 1 e le prime varianti dello statunitense M1 Abrams (M1 e IPM1).
Il cannone è rimasto in servizio anche dopo essere stato sostituito dal Royal Ordnance L11 da 120 mm rigato come cannone da carro armato, in particolare su alcuni Centurion impiegati come posti di osservazione di artiglieria avanzati e sugli AVRE. Il L7 e i suoi derivati sono ancora in servizio come arma standard o come retrofit su un'ampia varietà di carri sviluppati durante la Guerra fredda.

## Storia

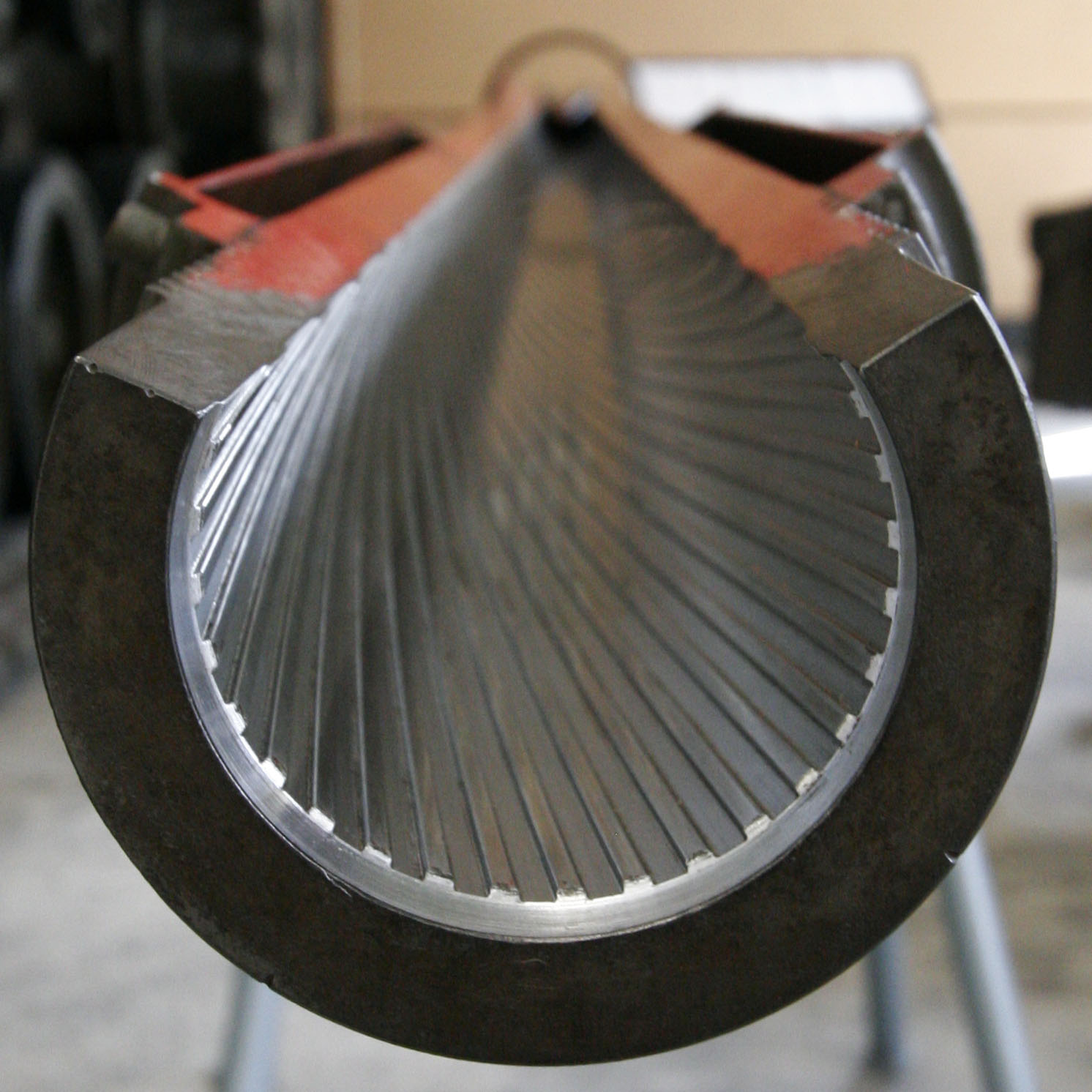
Canna di L7 da 105 mm tagliata ed esposta al Deutsches Panzermuseum.

Regno Unito e Stati Uniti d'America furono impegnati nello sviluppo di cannoni di calibro sempre più grande durante la seconda guerra mondiale per competere con l'aumento di corazzatura dei carri tedeschi e, durante la Guerra Fredda, di quelli sovietici. Gli americani in questo periodo svilupparono alcuni carri pesanti, come il 105 mm Gun Motor Carriage T95 (poi designato T28), mentre gli inglesi realizzarono il Ordnance QF 32 lb da 94 mm per il A39 Tortoise.
Gli Stati Uniti, prevedendo difficoltà nell'ingaggio dei carri sovietici IS-3 e 4 da parte dei propri M47 Patton, introdussero il carro pesante M103, armato con in potentissimo cannone da 120 mm M58. La munizione era talmente pesante da necessitare di due serventi, uno per il proietto e un per la carica di lancio separata. Dei 300 M103 prodotti, la maggior parte andarono ai Marines. Gli inglesi giunsero alle stesse conclusioni e svilupparono il loro carro pesante Conqueror, che montava anch'esso il 120 mm M58 americano.

### Regno Unito
Durante la rivoluzione ungherese del 1956, i ribelli consegnarono un T-54A sovietico all'ambasciata inglese di Budapest. Dall'analisi della sua corazzatura e del cannone da 100 mm, i militari inglesi conclusero che il loro pezzo da 84 mm sarebbe stato inefficace contro tali mezzi. Ciò significava che i più diffusi carri inglesi non erano più in grado di competere efficacemente con i carri medi sovietici, men che meno con quelli pesanti.
Questi fatti spronarono il Regno Unito a montare nel 1958 un nuovo cannone ad alta velocità, il Royal Ordnance L7, sui carri Centurion esistenti. Nello stesso anno, gli statunitensi testarono lo stesso cannone sul proprio nuovo carro XM60, il cui sviluppo era iniziato l'anno precedente. Il L7 era specificatamente progettato per essere installato nelle torrette precedentemente armate del pezzo da 20 pdr, consentendo il potenziamento della flotta di Centurion con minime modifiche, quindi in tempi rapidi e con costi contenuti. Il primo modello ad integrare il L7 nel 1958 fu un singolo Mark 7. Dal 1959 in poi, i Centurion di nuova produzione erano armati con il L7.

### Stati Uniti d'America
Il cannone per la serie M60 venne scelto dopo un test comparativo a fuoco con sei differenti cannoni sul poligono di Aberdeen nel 1958. Vennero valutati precisione, letalità, rateo di fuoco e capacità di penetrazione. Sulla base di queste prove venne scelto il pezzo da 105 mm T254E1, modificato in T254E2 e standardizzato come Cannon, 105-MM Gun, M68, tutte versioni prodotte su licenza in America del L7 britannico. Il T254E2/M68 impiegava un otturatore a cuneo verticale, invece di quello orizzontale del T254E1. Fino a quando l'industria americana non riuscì a fornire canne con precisione comparabile, vennero impiegate canne britanniche X15/L52 con evacuatore di fumo concentrico. Le canne di produzione americana XM24/L52 avevano evacuatore eccentrico per consentire una maggiore depressione sul retro del carro e iniziarono ad essere montate sui carri serie M60 a partire da giugno 1959, pur conservando l'intercambiabilità con le canne britanniche X15/L52. Tutte le canne americane XM24 vennero prodotte al Watervliet Arsenal, New York, e gli affusti (M116 per gli M60 e M140 per gli M60A1/A3) erano realizzati dal Rock Island Arsenal, IL. La variante originale del carro M60 era equipaggiata con il cannone M68 su affusto M116. Inoltre, molti M48A3 armati con cannone da 90 mm, in servizio con la Guardia Nazionale negli Stati Uniti continentali, vennero retrofittati con il cannone M68 e ridesignati M48A5. Questa iniziativa serviva a garantire il livello addestrativo delle unità della Guardia Nazionale e la comunalità del munizionamento dei carri.
Le varianti A1 e A3 del M60 Patton e i primi prototipi di pre-serie XM1 del carro M1 Abrams erano armate con la variante M68E1 del cannone. Questa conservava le caratteristiche balistiche del M68, con miglioramenti al freno di sparo idraulico, al sistema di stabilizzazione, un arresto d'emergenza dell'elevazione azionabile dal servente e ad altri sottosistemi. Dal 1973 venne introdotto il manicotto termico. A metà degli anni settanta diventò chiaro che l'ultima generazione di corazzatura composita era resistente ai penetratori in carburo di tungsteno. Di conseguenza vennero avviati i lavori di sviluppo di penetratori in uranio impoverito mentre si miglioravano le prestazioni del proietto M774 da 105 mm. Il proietto migliorato M744A1 venne adottato come M833 a partire dal 1980 usando un penetratore in uranio impoverito. Nel 1975 venne progettata una versione migliorata del cannone, la T254E3, dotata di canna cromata per migliorare la precisione, che venne utilizzata per valutare il miglioramento delle prestazioni dell'arma usando munizioni ad abbandono di sabot. Due cannoni furono costruiti e sottoposti a prove a fuoco ad Aberdeen e a valutazioni tecniche presso l'arsenale di Watervliet. In base ai risultati di queste prove, le carenze dell'anima delle canne superavano qualsiasi eventuale vantaggio e il programma venne abbandonato a maggio 1975.
A gennaio 1978 venne lanciato il programma di sviluppo di una versione avanzata del cannone da 105 mm, la M68A1E2, come possibile arma alternativa per l'M1 Abrams. La nuova canna XM24/L55 era più lunga di 45,72 cm rispetto alla XM24/L52 usata sugli M60. La camera di scoppio poteva resistere a pressioni maggiori, l'otturatore era rinforzato e la velocità alla volata era aumentata. Nel 1979 il 120 mm M256 ad anima liscia venne scelto come arma principale del M1 Abrams, ma lo sviluppo delle munizioni per questa arma non erano ancora completato, ritardandone l'entrata in servizio fino al 1984. Le prime versioni di serie dell'M1 Abrams (M1 e IPM1) vennero così equipaggiate con il M68A1 da 105 mm per due ragioni. La prima era dovuta al grande numero di M60 Patton con cannone M68A1 ancora in servizio negli anni ottanta e alle vaste scorte di munizioni da 105 mm: equipaggiare il nuovo carro con lo stesso cannone costituiva una soluzione economica e pratica grazie alla comunalità di munizioni tra i due tipi di carri. Secondariamente il cannone M68A1E2 poteva impiegare la nuova munizione M900 APFSDS in uranio impoverito, che garantiva capacità di penetrazione aumentate rispetto alla M744. Queste prime versioni di M1 Abrams entrano in servizio attivo nell'US Army nel 1991 e con la Guardia Nazionale nel 1996. Gli M1 prodotti dopo il 1984 erano armati con il 120 mm M256 e vennero designati M1A1. Alcuni M1 e IPM1 vennero refittati con il M256, assumendo la nuova denominazione.
Il M1128 Mobile Gun System (MGS) è armato con il cannone M68A1E4. La principale funzione del MGS è fornire fuoco diretto rapido in supporto alla fanteria d'assalto.. Il cannone è montato in una torretta completamente stabilizzata a basso profilo, integrata su scafo Stryker. Questa versione è basata sul M68A1E2, con un rateo di tiro sostenuto di 6 colpi al minuto, e impiega quattro tipi di munizione: M900 con penetratore ad energia cinetica contro veicoli corazzati; M456A2 anticarro ad alto esplosivo contro veicoli blindati leggeri e antipersonale; M393A3 ad alto esplosivo plastico per distruggere bunker, nidi di mitragliatrici e postazioni di cecchini e per aprire varchi tra le fanterie; M1040 a mitraglia per l'uso contro fanterie all'aperto. Il M68A1E4 sarà completamente ritirato dal servizio quando il M1128 MGS verrà ritirato nel 2022.

## Altri sviluppi
Il cannone venne adottato in seguito sul tedesco Leopard 1 nella variante apposita L7A3 e sugli svizzeri Panzer 61 e Panzer 68. Il L7A3 venne adottato anche dal Giappone sul carro Type 74 e da Israele sui Magach 6 e 7 e sulle prime versioni di Merkava. Il carro senza torretta Stridsvagn 103 montava un cannone svedese Bofors L74 con sistema di caricamento automatico, compatibile con il munizionamento del L7. Altri paesi hanno usato il cannone per migliorare la capacità di fuoco di carri esistenti. Derivati del pezzo sono stati montati su carri sovietici T-54/55 in Israele, India, Egitto e Iraq, e sui Type 79 in Cina.

## Varianti

### Modelli britannici
- L7A1

versione britannica standard di serie.
- L7A2

L7A1 dotata di manicotto termico
- L7A3

variante per il Leopard 1 tedesco. L'angolo superiore del retro del blocco di culatta è ridotto nelle dimensioni aumentando la depressione del cannone senza innalzare il soffitto della torretta.
- L7 LRF

versione a ridotto sforzo di rinculo (Low Recoil Force) usata sul carro armato leggero Stingray.
- Royal Ordnance 105mm IWS

sviluppo progettato dalla Royal Ordnance designated Improved Weapon System con pressione di scoppio aumentata e canna allungata a L63,4 calibri.
- Type 79/81/81A/83

versioni cinesi prodotte su licenza austriaca.
- FM K.4 Modelo 1L

versione prodotta su licenza dalle Fabricaciones Militares in Argentina, usata dall'Ejército Argentino sul carro medio TAM.

### Modelli statunitensi
- T254E1

designazione statunitense del L7A1. Aveva lo stesso otturatore orizzontale e utilizzava la canna britannica X15/L52 con evacuatore di fumo concentrico.
- T254E2

variante statunitense del T254, con otturatore verticale e canna X15E8 con evacuatore concentrico. Standardizzato come M68. Utilizzato nei prototipi di M60 Patton.
- T254E3

variante statunitense prodotta nel 1975. Come la T254E2/M68 ma con anima cromata, prodotta in soli due esemplari
- M68

variante iniziale di serie, usata sui primi M60 con affusto M116. Retrofittata sui carri M48A5.
- M68E1

variante statunitense con protezione termica in fibra di vetro. Usata su M60A1 e M60A3 con affusto M140 in 1973. e provvisoriamente sui primi prototipi di XM1 in attesa della fine dello sviluppo del cannone L11/M256.
- M68A1

variante statunitense prodotta nel 1980 per l'impiego sulle versioni M1 e IPM1 del M1 Abrams. Canna XM24E4/L55 allungata di 460 mm e otturatore rinforzato per l'utilizzo della munizione M900 in uranio impoverito. Il cannone è dotato di rivestimento termico in alluminio e sensore alla volata per l'allineamento della canna.

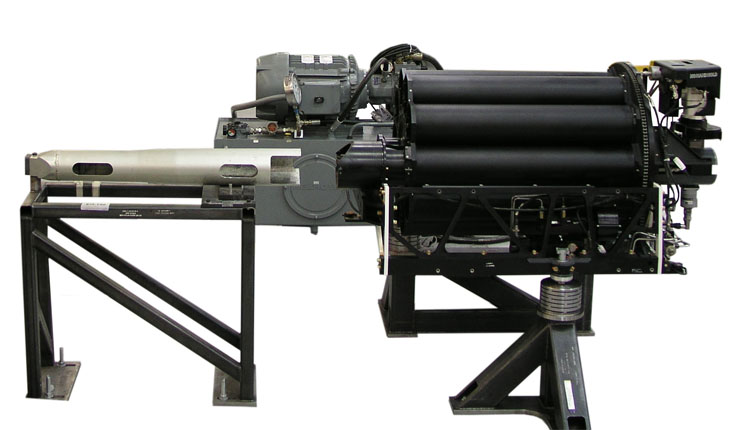
Sistema di caricamento automatico M68A1E4.

- M68A1E4

variante del M68A1 modificata per l'impiego su M1128 Mobile Gun System (Stryker MGS), dotata di sistema a lungo rinculo e bassa pressione e otturatore M68A1 modificato.

#### Altre varianti
- KM68A1

variante prodotta su licenza del M68A1 per l'Esercito della Corea del Sud. Impiegato su M48A5K e K1 Type 88.
- M68T

variante prodotta su licenza in Turchia negli anni ottanta dalla MKEK per sostituire i pezzi da 90 mm sulla flotta di M48.
- M64 L71A

variante israeliana prodotta dalla IMI per i Merkava Mk. I e Mk. 2.

### Altri sviluppi
- GT-7

variante sudafricana prodotta dalla Denel per l'Olifant Mk1A e il Rooikat 105. Incorporava un sistema di rinculo pesantemente modificato.
- L74

modello svedese realizzato dalla Bofors per lo Stridsvagn 103, con un più sofisticato sistema di rinculo e una canna allungata a L/62, che garantiva maggiori velocità alla volata e precisione.

## Utilizzatori

### Variante L7
- Centurion: cannone L7A1 sui modelli tardi di Centurion models e sui derivati quali l'Olifant.
- Vickers MBT
  - Vijayanta
- Leopard 1: cannone L7A3
- Type 74: cannone L7A1 con otturatore M68
- M48 Patton: in alcune versioni migliorate
  - M48A2GA2: versione della Germania Ovest
  - M48A5E: versione spagnola
  - M48A5T2: versione turca
- T-54/55: in alcune varianti migliorate
  - Type 59-II: versione cinese del T-54
  - Tiran-4Sh: versione israeliana del T-54, armata sia con L7 che con M68
  - Tiran-5Sh: versione israeliana del T-55, armata sia con L7 che con M68
- Pz-61
- Pz-68
- TAM
- Type 05: carro leggero anfibio cinese
- Type 62G: carro leggero cinese
- Type 63A: carro leggero anfibio cinese
- Type 79: carro da combattimento cinese
- Type 69-IIG: versione migliorata bengalese del Type 69
- Type 88: carro da combattimento cinese

### Variante M68
- M1 Abrams: cannone M68A1 usato sui primi modelli di M1 e IPM1
- M47 Patton: in alcune versioni migliorate
  - M47M: versione modificata dagli iraniani sugli M47 di fornitura americana
  - Sabalan: versione iraniana
  - Tiam: versione iraniana
- M48 Patton: in alcune versioni migliorate
  - M48A5: modello statunitense
  - Magach 3: versione modificata israeliana
  - CM-11 Brave Tiger: versione modificata taiwanese
  - M48A5K1: versione sudcoreana
  - M48A5T1: versione turca
- M60 Tank[44]
- M1128 Mobile Gun System: cannone M68A1E4
- K1 Type 88: cannone KM68A1
- Merkava: modelli Mark I e Mark II
- T-54/55: in alcune versioni migliorate
  - Tiran-4Sh: versione israeliana del T-54, armata sia con M68 che con L7
  - Tiran-5Sh: versione israeliana del T-55, armata sia con M68 che con L7
  - Ramses II: versione modernizzata egiziana del T-55.

### Progetti correlati con munizionamento compatibile
- EE-T1 Osório
- OF-40
- Stingray
- Strv 103
- M47 Patton: in alcune versioni migliorate
  - M47E1: versione spagnola armata con cannone Rheinmetall RH-105/30
  - M47E2: versione spagnola armata con cannone Rheinmetall RH-105/30
- Type 16: autoblindo giapponese armata con cannone Japan Steel Works 105/52 mm